# Eduard Grand
Eduard Grand (ur. 15 grudnia 1908) – rumuński strzelec. Uczestnik Igrzysk Olimpijskich w 1936 w Berlinie. Na igrzyskach olimpijskich zajął 64. miejsce w strzelaniu z karabinu z 50 metrów.